# Terrot Glover
Terrot Reaveley Glover, född 1869, död 1943, var en brittisk filolog och religionshistoriker.
Terrot Glover blev 1901 lecturer i antikens historia i Cambridge och var 1917–1921 lecturer i naturlig och jämförande religion i Oxford. Han utgav ett flertal betydande skrifter, som framför allt behandlade de historiska förutsättningarna för kristendomens uppkomst och dess verkningar på den antika kulturen. Bland dessa arbeten märks Life and letters in the fourth century (1901), Studies in Virgil (1904, 2:a upplagan 1912), The conflict of religions in the early Roman empire (1909), The Jesus of history (1917, svensk översättning 1922), From Pericles to Philip (1917), Jesus in the experience of man (1921, svensk översättning 1925), Progress in religion (1922), Herodotus (1924), Paul of Tarsus (1925, svensk översättning 1928), Democracy in the ancient world (1927), The influence of Christ in the ancient world (1929), The world of the New Testament (1931), Polybius (i Cambridge ancient history, 8, 1930), The litteratur of the Augustan Ange (i Cambridge ancient history, 10, 1934), Greek byways (1932), Horace (1932) och The ancient world. A beginning (1935). Glover var från 1924 ordförande i brittiska baptistunionen.